# نوولا کالیگاریس
نوولا کالیگاریس (به ایتالیایی: Novella Calligaris) (زادهٔ ۲۷ دسامبر ۱۹۵۴) شناگر اهل ایتالیا بود.